# Günther Plaut
Wolf Gunther Plaut, CC, O.Ont (1. november 1912 - 8. februar 2012) var en canadisk rabbi og forfatter. Han var født og opvoksede Münster, Tyskland. Plaut var rabbi i Holy Blossom Temple i Toronto i adskillige årtier. Han var præsident for
"Canadian Jewish Congress" fra 1977 til 1980, I 1983 blev han valgt som præsident for "Central Conference of American Rabbis", den internationale organisation for reformerte rabbier.

## Udgivelser
- Die materielle Eheungültigkeit (doctoral dissertation, 1934)
- High Holiday Services for Children (1952)
- Mount Zion – The First Hundred Years (1956)
- The Jews in Minnesota; the first seventy-five years (1959) 59-14710
- The Book of Proverbs – A Commentary (1961) 61-9760
- Judaism and the Scientific Spirit (1962) 61-17139
- The Rise of Reform Judaism: A Sourcebook of Its European Origins (1963) 63-13568
- The Case for the Chosen People – The Role of the Jewish People Yesterday and Today (1965) 65-19869
- The Growth of Reform Judaism (1965) 65-18555
- Your Neighbour is a Jew (1967)
- The Sabbath as Protest: Thoughts on Work and Leisure in the Automated Society (1970)
- Page Two – Ten Years of “News and Views.” (1971)
- A Shabbat Manual (1972) 72-10299
- Genesis. The Torah, A Modern Commentary, Vol. I (1974)
- Exodus. The Torah, A Modern Commentary, Vol. II
- Time to Think (1977)
- Hanging Threads: Stories Real and Surreal (1978) ISBN 0-919630-99-5. Published in U.S. as The Man in the Blue Vest and Other Stories (1978) ISBN 0-8008-5093-9
- Numbers. The Torah, A Modern Commentary, Vol. IV (1979) ISBN 0-8074-0039-4
- Unfinished business: an Autobiography (1981), ISBN 0-919630-41-3
- The Torah: A Modern Commentary (1981), ISBN 0-8074-0055-6
- Deuteronomy. The Torah, A Modern Commentary, Vol. V (1983)
- Refugee Determination in Canada (1985)
- The Letter (1986) ISBN 0-7710-7164-7
- A Modern Commentary – Genesis. (1988) (In Hebrew)
- The Man Who Would Be Messiah: A Biographical Novel (1990), ISBN 0-88962-400-3
- The Magen David – How the Six-Pointed Star Became an Emblem for The Jewish People (1991) ISBN 0-910250-16-2
- German-Jewish Bible Translations: linguistic theology as a political phenonomen (1992)
- The Torah: a Modern Commentary ISBN 0-8074-0055-6
- Asylum: A Moral Dilemma (1995), ISBN 0-275-95196-0
- The Haftarah Commentary (1996) ISBN 0-8074-0551-5
- More Unfinished Business (1997), ISBN 0-8020-0888-7
- Teshuvot for the Nineties: Reform Judaism’s Answers to Today’s Dilemmas (1997) ISBN 0-88123-071-5
- The Price and Privilege of Growing Old (2000) ISBN 0-88123-081-2
- The Reform Judaism Reader (2001) ISBN 0-8074-0732-1
- Die Torah in Judischer Auslegung (in German) (1999–2004)
- The Torah: A Modern Commentary, Revised Edition (ISBN 0-8074-0883-2)
- One Voice: The Selected Sermons of W. Gunther Plaut (2007) ISBN 978-1-55002-739-6
- Eight Decades: The Selected Writings of W. Gunther Plaut (2008) ISBN 978-1-55002-861-4

## Eksterne links
- Gunther Plaut Arkiveret 30. september 2007 hos  Wayback Machine på The Canadian Encyclopedia
- Scholar urged Jews to engage larger world Globe and Mail obituary 14 Feb. 2012

1. ↑  Navnet er anført på engelsk og stammer fra Wikidata hvor navnet endnu ikke findes på dansk.
2. ↑  Navnet er anført på engelsk og stammer fra Wikidata hvor navnet endnu ikke findes på dansk.